# Mops thersites
Mops thersites är en fladdermusart som först beskrevs av Thomas 1903.  Mops thersites ingår i släktet Mops och familjen veckläppade fladdermöss. Inga underarter finns listade i Catalogue of Life.
Artpitetet i det vetenskapliga namnet syftar på personen Thersites som förekommer i verket Iliaden.
Arten är ganska liten och den har inga hudflikar (bladet) på näsan. Svansen är bara nära bålen inbäddad i svansflyghuden. De korta håren som bildar ovansidans päls har nära roten en gulbrun färg och sedan följer ett svartbrunt till mörk rödbrunt avsnitt. Nära vingarna finns en bredare naken remsa. Även stjärten är naken förutom två hårtofsar. Undersidan är täckt av brun till svartaktig päls. Liksom andra familjemedlemmar har Mops thersites flera veck i läpparna. De svarta öronen har bara en liten broskig flik (tragus). På undersidan är regionen kring armarna ljus och står i kontrast till den svartaktiga flygmembranen.
Denna fladdermus förekommer i västra och centrala Afrika från Sierra Leone till västra Kenya. Arten saknas i Togo och Benin. Habitatet utgörs av tropiska regnskogar och dessutom besöks trädodlingar. Individerna vilar i trädens håligheter, under byggnadernas tak och i vägtrummor. De bildar där mindre flockar. Mops thersites hittades även i mindre trädgrupper i savanner.